# Париж (округ)
Париж (фр. Paris) — округ (фр. Arrondissement) во Франции, один из округов в регионе Иль-де-Франс (регион). Департамент округа — Париж. Супрефектура — Париж.
Население округа на 2006 год составляло 2 181 371 человек. Плотность населения составляет 20775 чел./км². Площадь округа составляет всего 105 км².